# Hypenagonia minor
Hypenagonia minor är en fjärilsart som beskrevs av Alfred Ernest Wileman 1915. Hypenagonia minor ingår i släktet Hypenagonia och familjen nattflyn. Inga underarter finns listade i Catalogue of Life.